# 카미나

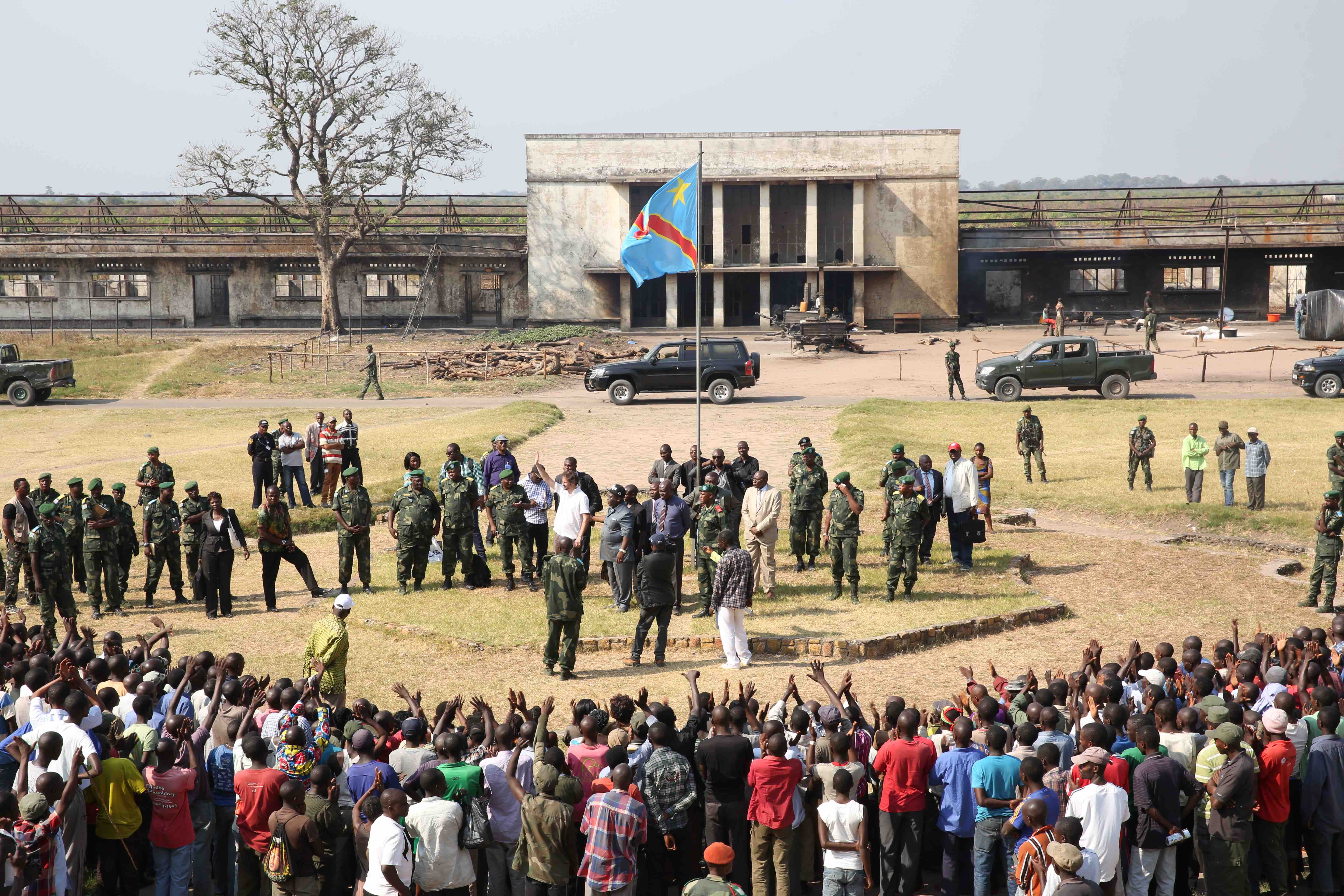

카미나(Kamina)는 콩고 민주 공화국의 도시로, 카탕가 주 오트로마미 구(Haut-Lomami)의 행정 중심지이다. 시 남동쪽과 북쪽, 서쪽을 지나가는 철도가 운행되며 시내에는 비행장 두 곳이 설치되어 있는데 하나는 민간 비행장인 카미나 공항, 다른 하나는 공군 비행장이다.